# Farm Verified Organic

Logo

Farm Verified Organic, créée en 1995, est la première certification garantissant aux États-Unis qu'un produit est issu de l'agriculture biologique accréditée par l'IOAS  International Organic Accreditation Service.